# Pan Island
Pan Island – niezamieszkana wyspa w Zatoce Frobishera, w Archipelagu Arktycznym, w regionie Qikiqtaaluk, na terytorium Nunavut, w Kanadzie. W pobliżu Pan Island położone są wyspy: Mitchell Island, Peak Island, McAllister Island, Culbertson Island, Low Island, Algerine Island, Alligator Island, Mark Island, McBride Island, Precipice Island i Frobisher's Farthest.